# Leptosomatides euxinus
Leptosomatides euxinus är en rundmaskart som beskrevs av Nikolai Nikolaievich Filipjev 1918. Leptosomatides euxinus ingår i släktet Leptosomatides och familjen Leptosomatidae. Inga underarter finns listade i Catalogue of Life.